# 筑後方言
筑後方言（ちくごほうげん）または筑後弁（ちくごべん）は、福岡県の旧筑後国にあたる地域で話される日本語の方言。九州方言の肥筑方言に属す。なお、筑後地方北部の久留米市や筑後市を中心とした地域の方言を指して「筑後弁」という場合もある。
隣接する筑前方言と比較した場合に、アクセントが無アクセントであり、連母音aiがeːに変化する、撥音化や促音化が著しい、準体助詞に「つ」（筑前は「と」）を使うなどの特徴がある。
筑後に接し旧筑前国に属した朝倉市・朝倉郡地域は、久留米都市圏の影響もあり筑後方言の性格が強い。そのため、言語学者の陣内正敬は福岡県の方言を東部方言（豊前方言）、西部方言（筑前方言）、南部方言（筑後方言）に分け、朝倉地域を南部方言に入れている。
筑後方言の下位区分として、旧柳川藩領域の方言が認められる（柳川弁を参照）。

## 発音
- 「大事」を「でーじ」、「縫物」を「にーもん」のように言う連母音の融合があり、「ai」「oi」「ei」が「eː」になる[6]。
- 共通語で「oː」のものが「oː」の場合と「uː」の場合とある。これは開合の区別と呼ばれ、かつて連母音「au」だったものは共通語と同じく「oː」になっているが、「ou」「eu」だったものは「uː」になっている[7][8]。（例）「ゆーじん」（用心）、「いっしゅー」（一升）
- 「おん」（鬼）、「みん」（耳）のような、ナ行・マ行音節の撥音化が激しい[7][9]。また促音化も盛んで、「くっけん」（来るから）のように動詞語尾「る」が文中に来た場合に促音化するほか、「はっが」（針が）のように「る・り・き・つ」で終わる語が文中で促音化するなど、さまざまな促音化がある[9][7]。
- 語頭以外のラ行音節では、母音が弱くなり、子音もそり舌音となりやすい[10][6]。また「り」を「ぢ」と発音することがある[10]。
- 母音「o」が「u」に、「e」が「i」になる狭母音化がある[8][11]。
- 「せ・ぜ」を「しぇ・じぇ」と発音する[12]。 四つ仮名の区別、すなわち「ぢ」と「じ」、「ず」と「づ」の区別が残る[12]。また合拗音「くゎ・ぐゎ」が残っている[8]。
- アクセントの型区別はなく、無アクセントである[13]。

## 文法

### 用言の活用
動詞の活用では、下二段活用を残す。ナ行変格活用はなくなっており、上二段活用もほぼなくなっている。「起きらん」（否定）、「起きろー」（意志）、「起きれ」（命令形）のように一段活用がラ行五段活用化する傾向が著しく、「起きった」（起きた）、「寝ります」（寝ます）のように連用形にまで五段化が及んでいる。命令形は、「起きれ」「食べれ」のような「れ」語尾のほか、「起きろ・食べろ」という「ろ」語尾の地域もある。また五段活用の連用形音便は、他の九州方言と同様、サ行五段はイ音便に、ワ行・マ行・バ行五段はウ音便になる。
形容詞の終止形・連体形は、語尾が「か」になるいわゆるカ語尾である。連用形は「よーなか」（良くない）「うれしゅーなる」（嬉しくなる）のようなウ音便を用いる。「て」が付く場合、「よーて」のような場合と、「よーして」（「良くて」の意）のように「して」が付く場合がある。また形容詞の語幹に「さ」を付けた詠嘆表現がある。

### 助動詞
断定
体言に付く断定の助動詞は「じゃ・や」で、もともと「じゃ」だったが、若年層から「や」が広がりつつある。ただ、文の終止に「じゃ・や」のみを用いることはせず、「じゃん・やん・やが」や「ばい」「たい」の助詞を付けるか、何も付けずに体言止めするのが普通である。推量形は「じゃろー・やろー」、過去形は「じゃった・やった」である。
打ち消し
動詞の否定は、未然形に「ん」を付けて表す。過去打ち消しには「行かんじゃった・行かんやった」（行かなかった）のような「んじゃった・んやった」があり「んやった」は若い世代に広がっている。また、「んかった」という場合もある。
進行相と完了相
九州方言では、進行相と完了相を言い分ける。筑後方言では、進行相には「よる・よー」、完了相には「とる・とー」を用いる。どちらも動詞の連用形に付く。
可能表現
可能表現では、能力可能と状況可能で別の言い方をする。能力可能には「きる」、状況可能には「るる（れる）・らるる（られる）」を用いる。
様態・伝聞
様態の助動詞（ようだ）に「ごとある・ごたる」を使う。伝聞（人から聞いたことを表す）には、「げな」が使われる。
敬語
尊敬の助動詞として、未然形に付く「しゃる・らっしゃる」がある。また、敬意の高い「なさる・なはる」や、敬意の低い「す・らす」「なる」がある。「す・らす」は福岡県内では筑後のみ。
進行相・完了相の尊敬語に「てある」を用いる。
「ござる」を「いる・来る」の尊敬語（本動詞）として使うほか、補助動詞や助動詞としても使う。
丁寧の助動詞は、「です・ます」のほか、「ござす」がある。また、「まっせん・まっしょー」「ござっせん・ござっしょー」「でっしょー」のように促音の入った形がある。

### 助詞
格助詞・副助詞
主格の格助詞には「の」が用いられる。ただし、主語を強調するのに「が」が用いられることがあり、また人物を主語にする場合は「の」には敬意を込め、「が」には謙遜・卑下の意味を込めて使い分けられることもある。
「の」にあたる準体助詞には「つ・と」を用いる。
対格（「を」にあたる）に「ば」を使う。
方向を表すのに、「さん・さんに」や「に・い」が用いられる。また行為の目的を示すのに、「に」や「げ」を用いる（例）「見に行く・見げ行く」（「見に行く」の意）。
反語・強調を表す「ばし」がある。
接続助詞
順接確定（から）を表す接続助詞には、「けん」を使い、強調に「けんで・けんが・けんがら」と言う。
逆接確定（けれども）には、「ばってん・ばって」が用いられる。また、逆接既定・仮定条件の「たっちゃ（ー）」がある。
仮定条件の「ば・たら・と」にあたるものに、「ぎっと」がある。
[例]「いそぐぎっとつっこくるばい」（急ぐと転ぶよ）
終助詞・間投助詞
肥筑方言で共通する文末助詞に「ばい」「たい」があり、「じゃ・や」の代わりの断定辞として使うことができる。
ナ行文末詞は主に「のー」である。
主張・説得を表す文末詞として「が」を使う。
文末詞・間投詞の両方に使える「くさい・くさん・つさん」がある。

## 語彙

### 動詞
- いさる、ゆさる：沈殿する
- うてあう：相手にする
- うっちょかれる、うっちょかるる：置き去りにされる
  - 例：ボケっとしとっと、うっちょかるっばい（ボーッとしてると置いていかれるぞ）
- うっちょく：置いていく
- えすがる、えずがる：怖がる
- おごる：叱る
- おしょるる、おしょれる：折れる
- おせこせなる：あれこれ忙しい
- おっちゃくる、おっちゃえる、ちゃげる、ちゃえる：落ちる、落下する
- おっちゃす、おっちゃかす：落とす
- おらす：「居る」の丁寧語
- おらぶ：叫ぶ、大声を出す
  - 例：そげん、おらばんよ（そんなに、大声を出すな）
- かたる：参加する
- かたす：参加させる
  - 例：かたしてー！（参加させてー！）
- がまだす：精を出す
- かまれる：刺される
  - 例：蚊にかまれた（蚊に刺された）
- がめる：盗む
- からう：背負う
- がられる、がらるる：怒られる、どなられる
- きびる、くびる：結ぶ
- きる：両替する
  - 例：一万円札ば千円札にきってください（一万円札を千円に両替してください）
- くらす、くらする、こっくらす：（主に拳で）殴る、叩く
  - 例：親父にくらされる（親父に殴られる）
- ぐらりする：失望する、がっかりする
- くる：行く
  - 例：7時までには来るたい（7時までには行きます）
- け、けえ：来い（命令）
- けそけそする：そわそわする、落ち着きが無い
- ござる：「来る」の丁寧語
  - 例：ぼんさんのござらっしゃった（お坊さんがお見えになった）
- こずく：咳をする
- こっくずるっ、こっぱげる：壊れる
- こっぱがす：壊す
- こちょぐる：くすぐる
- こわる：固くなる・筋肉痛になる
- こぶりつく：歯を立てて噛む、かじりつく
- さかたんぶる：上下がひっくり返る
- されん：出来ない
- しこる：繁る・茂る
- じょうる：（魚、鶏などを）おろす、さばく
- すたす、すつる、ほったする：捨てる
- すためる：水を切る
- せれ：しろ（命令）
- そうつく、さるく：うろうろ歩き回る
- そぜる、そでる、そずるる：傷む、劣化する
- ぞろびく：（裾などを）ひきずる
- たてがう：ちょっかいを出す、からかう
- たぎらかす：沸かす、沸騰させる
- たまがる：びっくりする
- ちんちろめする：右往左往する、落ち着きなくアタフタする
- つくじる：からかう、ちょっかいを出す
- つぐ：（ご飯やおかずを）よそう、盛る
- つっからかす：突き刺す、刺し通す（貫通させるニュアンス）
- つやつける：かっこつける
- つんくじる：むしりとる、小さくちぎってバラバラにする
- つんの（う）て：ついて、連れ立って
  - 例：つんのうて出かくるばい（連れ立って出かけます）
- つんばる：爪先立ちをする
- つんぶろて：（体・衣類に付いた砂や泥などを）払い落として
  - 例：つんぶろちからけ！（払い落としてから来い！）
- でけん：ダメ
  - 例：しちゃでけんぞ！（しちゃダメだぞ！）
- でやす、どやす：叱る、叩く
- とごえる、とごゆる：数人でふざけて暴れる
- とっかる：手が届く
- とつけ：とんでもない
  - 例：とつけなとけある（とんでもないところにある）
- なおす：しまう
- なごなる：横になる、寝る
- なんかかる：寄りかかる
- にやがる：ふざける、図にのる
- ねぶる：舐める
- ねまる：腐る
- のうなる：無くなる
- のうなかす：無くす
- のこる、のこらかす：刺す、刺さる（貫通せずに埋まるニュアンス）
- のごう：拭く、拭う
  - 例：のごとって（拭いておいて）
- はぐる：めくる
  - 例：つがはぐれた（かさぶたがめくれた）
- はじく：（主に掌・平手で）叩く、ひっぱたく
- はっていく：行ってしまう、いなくなる
- はらかく：腹を立てる
- はわく：掃く
- ひく：敷く
- ぴっしゃぐる、びっしゃげる、びっちゃげる：潰れて扁平になる
- ふっとずる、ふっとでる：飛び出る
- ふんしゃぐ：踏みつぶす
- ほうからかす：放置する
- ほうどる：（虫などが）這っている
- ほがす：穴をあける
- ほげる：穴があく
  - 例：ズボンに穴んほげた（ズボンに穴があいた）
- ほたくる、ほったくる：無造作に放置する
- ほっちらかす：散らかす
- ぼてくりまわす：ボコボコにする
- まめる
  1. まるめる、整える、スムーズにする
    - 例：餅ばまめて（餅を丸くして）

  2. 和える、混ぜる
- まりかぶる、しかぶる：漏らす
- まる：用を足す
- みみる：聞こえる
  - 例：みみらんばい（聞こえないよ）
- めっかる：見える、見ることができる、見つけることができる
  - 例：めっかったの?（見えたかい?）
- むぞがる：かわいがる
- よめる：嫁ぐ

### 形容詞
- うらめしか、うらんしか：気持ち悪い
- えすか、えずか：怖い、恐ろしい
- えーらしか：可愛らしい
- おうちゃっか：横着、姑息、卑怯
- からか：からい、しょっぱい
- きなか：黄色い
- げさっか：ダサい、みっともない
  - 例：げさーーーっか！（ダッセーーー！）　※伸ばせば伸ばすほど度合が増す
- こすか：セコい、ずるい
- こちょばいか：くすぐったい
- こまか：小さい、背が低い
- こゆか：濃い
- こわか：硬い
- ざっとなか：大変だ、骨が折れる
- しかとんなか：くだらない
- しょんなか：しょうがない
- しるしか：面倒くさい、かったるい、やる気が起きそうにない
  - 例：雨んふっとるけんしるしか〜（雨が降ってるので面倒くさいなー）
- すいか：すっぱい
- すかん：嫌い
- せからしか、しゃあしい：邪魔くさい、うっとうしい、手間がかかってめんどくさい
- とぜんなか：寂しい
- とつけんなか：とんでもない、思いもしてない、意外な
- ぬっか：暖かい
- ばさらか：大量に
- ひだるか：ひもじい、腹が減った
- ひゅーなか：変な
- ふとか：大きい、でかい、背が高い
  - 例：あんしたぁ最初からふとかった（あの人は初めから（生まれた時から）大きかった）
- みたもんなか：みっともない
- むぞか：かわいい
- やおなか、やおんなか：大したものだ
- よか：良い、よろしい

### 副詞など
- いっちょん：全然、まったく、一つも
- いっちご：二度と、金輪際
- えらい：とても、沢山
- がば：とても、沢山
- かつがつ：片っ端から
  - 例：かーつがつ食うてから！（片っ端から食いやがって！）
- かんめなし：何でもかんでもおかまいなしに
- ぐすと：とても、めいっぱい
  - ぐすと押さんの！（めいっぱい押しなさい！）
- ごうほ：とても大きい、とても太い
- さっち、しゃっち：いつも、決まって、必ず
- さでくり：したたかに、派手に
  - 例：さでくりころだ（派手に転んだ）
- そーにゃ：とても、そうとう（伸ばすほど、「とっっっっても」となる）
- ばさらか、ばさろ：沢山、大量に
- とーし：ずっと
- むご：上手に、うまく
  - 例：むごでけた（じょうずにできた）
  - 例：むごとこしたのぉ（うまいことやったなぁ）
- ほんなこつ：本当のこと、本当に
- やっさと：目の色を変えて、一生懸命に、次々に
  - 例：やっさとがまださにゃ日の暮るっばい（目の色変えて頑張らないと日が暮れてしまうよ）
- ようら：適当（いい加減な感じ）

### 名詞
- いん：犬
- くもんえばり：蜘蛛の巣（えばり単体ではあまり使われない）
- おうかん：一般道路
- おしるし：気持ち程度
- かべちょろ：トカゲ
- ぎゅった：輪ゴム
- くちなわ、ひらくち：蛇
- けちょくりん：カイツブリ
- こしょう：唐辛子
- こうじょ：わがまま
- じご：内臓、はらわた（主に人以外に使用）
- じじ：魚（幼児言葉）
- じんじんがっこ：肩車（幼児言葉）
- すったく：手抜き
- すめ：出汁、つゆ
- すら、すらごつ、そらごつ：嘘、たわごと
  - 例：すらつくな・そらごつ言うな
- ぞーたん：冗談
  - 例：ぞうたんのごつ（冗談じゃない！全くもう！とんでもない！）
- たろがしんのげ：どくだみ
- たんがく、たんがらびき、びきたん：雨蛙・疣蛙等の小さめの蛙
- たんなか：田んぼ
- つ：かさぶた
- つし：納屋、小屋
- つっかけ：底が薄く、かかとが殆ど無い履物全般（サンダル、ぞうり、スリッパ、雪駄など）
- とんまめ：そらまめ
- ねーごつ：寝言、たわごと、無いこと
- ひして：一日、24時間
  - 例：ひしてじゅう（一日中）
- ぶーちゃん：お風呂やコップに注いだ水、または白湯（幼児言葉）
- べんた、べんぷ：ほっぺた（「べんぷ」は主にお尻のほっぺたを指す）
  - 例：蚊に尻のべんぷば食われた
- ほいと：世捨て人、浮浪者
- むこどん：婿
- もー：四つん這いでお尻を上げた様子（赤ん坊用）
- よーかれ：怖がり、弱虫
- よめご：嫁

### 代名詞
- こけ、そけ、あすけ、どけ：ここ、そこ、あそこ、どこ
- こげん、そげん、あげん、どげん：こんな、そんな、あんな、どんな
- こっつぁん、そっつぁん、あっつぁん、どっつぁん：こっちに、そっちに、あっちに、どっちに
- あて、うち：私（女性）
- あてどん、うちどん：私たち（女性）
- おどん：私（男性）
- おっだん、おどんどん：私たち（男性）

### 助詞・助動詞など
- -がた、-がつ、-がと：-の分
  - 例：500円がた（500円分）
- -（ん）げ：-（の）家
- -げな：-だそうだ（伝聞）
- -けん：-から
  - 例：危なかけん気をつけて（危ないから気をつけて）
  - 例：○○やけん（○○だから）
- -ごたる
  1. -みたい、-のようだ
  2. 要望を柔らかくした表現
    - 例：ウチも見ろ（ぅ）ごたる（あたしも見たいなぁ）
- -ごつ、-ごと：-みたいな、-のようだ
  - 例：石んごつ硬か（石のように硬い）
- -さん、-さね：-へ
  - 例：久留米さん行ってくる（久留米へ行ってくる）
- -きらん：-できない
- -しこ、-しご：-だけ
  - 例：こがしこ、これしご（これだけ）
  - 例：どがしこせやんね?（どれだけすればいいの?）
- -とっと?：-ているの?
- -しなん：-でしょうがない、-でたまらない
  - 例：暑しなん（暑くてしょうがない）
- -しよらす：-している（主語は人、三人称単数・複数）
- -すうごつなか：-したくない
- -たい：-ね、-よ
  - 例：しょんなかたい（しょうがないね）
  - 例：私がするたい（私がするよ）
- -ちや（「や」はハッキリ発音、ニュアンスで使い分け）
  1. -だって
    - なんちや?（なんだって?）

  2. -のか：念押し
    - 見たちや？（ほんとに見たのか？）
- -ちゃなか：-ではないだろうか（推定）
- -ちゃる
  1. -てあげる（一人称で使用する場合）
    - 例：しとっちゃる（やっといてあげる）

  2. -なさる・おられる（三人称で使用する場合）
    - 例：しよっちゃる（≒してござる≒しよらっしゃる≒しよらす）＝しておられる）
- -でん、-どん：-でも
  - 例：めしどん食おうか（めしでも食おうか）
- -にき：-の辺り、-の所
  - 例：あすこんにき（あのあたり）、あにきんにき（兄のところ）
- -にゃ：-なければ、-なきゃ
  - 例：○○しとかにゃ（○○しておかなければ、○○しておかなきゃ）
- -ばい - -よ
  - 例：外は寒かばい（外は寒いよ）
- -ばししたか：-なんかしていない（強い否定）
- -ばっするごつ：-のはずはない
  - 例：〜ち、言うたばっするごつ（〜と言ったなんてはずはない）
- -ばの：-からな（念押し）
  - 例：言うたばの！（言ったからな！）
- -やん - -なければ（責務・義務を伴う時に）
  - 例：言わやん（言わなければ）
  - 例：せやん（しなければ）
  - 例：聞いとかやん（聞いておかねば）
  - 例：見とかやん（見ておかねば）
- （疑問）＋やん、じゃん：-だってば（語意を強める働き）
  - 例：何ばしょっとかやん！（何やってるんだっての！）
- -んにき：-の近く、-の周辺
  - 例：そこんにきばさるいてくる（そのあたりを散策してくる）
  - 例：あそこんにき（あの辺）
  - 例：ここんにき（この辺）

### 連語など
- あーが！：ええい！
  - 例：あーが　せからしか！（ええい、めんどくさい！）
- あったれんとこ：思いもしない場所、変な所
- うんにゃ：いいえ
- おとんことんなか：音沙汰ない
- おぼえん：心当たりがない、思い出せない、意識できない
  - いっちょんおぼえん（全く身に覚えがない）
- おめんなかった：うっかりしていた
- かたかた、かたちんば：対になるべきものが揃っていない
  - 例：靴下がかたかたばい（靴下がそろってないよ）
- かったりばんこ：かわるがわる、交代交代
- くちがまめらん：ろれつが回らない
- げんしょんかな（わ）ん：大変困り果てる、どうにもお手上げである
- しからし（たい）、せからし（たい）：腹が立つ
- そうちのぅ：そうなのね、そうなんだ
- だけんね、そいけんさい：だからね（理解されていない時にさらに詳しい説明など）
- つれうしなう：みんなとはぐれて迷子になる
- でけん：駄目
- てのだった：手が疲れた
- どげんだっちゃよか、どげんでんよが：どうでもいい
- とつけなとけ：とんでもないところに
- どんこんいかん：にっちもさっちもいかない
- どんこんされん：どうにもこにうもできない
- どんこんこんこん：どうにもこうにも
- なんなか：何もない
- なんばしょっと?：何をしているの?
- にくじんごつ：ひどく意地悪な様
- 餅がつうばる：餅の表面がパリパリになる
- やおいかん：大変、一筋縄ではいかない
- やらやらする
  1. イガイガする（内傷的なもの：主に喉が悪い状態）
  2. ヒリヒリする（外傷的なもの：主に火傷などで爛れた時）
- ようなか：よくない